# بول بوسكيسوليدو
باولو باسكوالي بوسكيسوليدو (بالإنجليزية: Paolo Pasquale Peschisolido)‏ (مواليد 25 مايو 1971 في سكاربوروه) لاعب كرة قدم كندي دولي معتزل كان يجيد اللعب في خط الهجوم .

## روابط خارجية
- بول بوسكيسوليدو على موقع الاتحاد الدولي (مؤرشف)  (الإنجليزية)
- بول بوسكيسوليدو على موقع قاعدة بيانات كرة القدم.إي يو (الإنجليزية)
- بول بوسكيسوليدو على موقع ناشيونال فوتبول تيمز (الإنجليزية)
- بول بوسكيسوليدو على موقع Soccerbase.com (لاعب) (الإنجليزية)
- بول بوسكيسوليدو على موقع Soccerway.com (الإنجليزية)